# 레인저 5호
레인저 5호(영어: Ranger 5)는 레인저 계획에 속한 탐사선으로써 달에 충돌하기 10분 전이나 그 전에 지구로 달 표면의 사진을 전송하고, 지진계 캡슐을 달에 충돌시키고, 달로 가는 동안 감마선 자료를 수집하고, 달 표면의 레이다 반사율을 연구하고, 달이나 기타 행성 탐사선의 개발을 위한 실험을 계속하기 위해 만들어졌다. 알 수 없는 고장이 일어나 탐사선의 전기가 다 떨어졌고, 모든 장치가 꺼졌다. 그 후, 달에서 725 km 떨어진 곳을 지나갔다.

## 우주선 설계
레인저 5호는 레인저 4호와 레인저 3호와 같은 방식의 제2방식 레인저 탐사선이었다. 기본적인 형태는 높이 3.1 m 정도였다. 발사 목재(Balsa Wood)로 덮인 달 충돌 캡슐의 지름은 65 cm였고, 단일추진제 궤도 수정 로켓과 23 kN의 힘을 내는 역추진 로켓, 금과 크롬으로 도색된 직경 1.5 m의 육각형 모양의 기반대가 있었다. 커다란 고감도 안테나는 기반대에 달려 있었다. 날개를 닮은 두 개의 태양 전지판들(약 5.2 m 길이)은 기반대에 붙여졌고 발사 후 얼마 되지 않아 펼쳐졌다. 전력은 태양 전지판에 달려 있는 8680개의 조그만 태양 전지들에서 생겨났고, 1 kWh를 저장할 수 있는 11.5 kg의 무게가 나가는 은-아연 배터리에 저장되었다. 우주선은 실려 있는 디지털 컴퓨터와 절차 진행기, 지구의 임무 관제소를 이용해 제어되었다. 자세 제어는 6개의 태양 감지기와 지구 감지기 하나, 자이로스코프들과 질소 제트를 이용했다. 탐사선과의 통신은 960 MHz 대역을 사용하는 두 개의 통신기를 사용했는데, 하나는 고감도 안테나였고 3 W의 전력을 사용했다. 다른 하나는 전방위 안테나였고 50 mW의 전력을 사용했다. 은색 플라스틱 시트, 하얀 페인트, 금, 크롬은 역추진 로켓을 감쌌다.
실린 장비들은 다음과 같았다.
- 10초마다 하나의 완전한 영상을 만들 수 있는 비디콘 텔레비전 카메라
- 1.8 m의 붐 끝에 달린, 300 mm의 공 속에 들어가 있는 감마선 분광계
- 레이다 고도계
- 달에 거치게 "착륙"할 때를 위한 지진계

지진계는 증폭기, 50 mW 통신기, 전압 제어기, 턴스타일 안테나와 30일 동안 캡슐의 송신기를 작동시킬 수 있는 6개의 은-카드뮴 배터리와 함께 캡슐 안에 들어 있었다. 모든 기기들은 달에 130~160 km/h의 속도로 "착륙"할 때에 맞게 설계되었다. 장치 묶음들은 발사 목재 캡슐 안에 있는 프레온 가스층에 떠 있었다. 레이다 고도계는 반사율 연구에만 사용되는 것이 아니라, 캡슐 분리와 역추진 로켓 점화에도 사용되도록 설계되었다.

## 임무
임무는 아틀라스/아제나 로켓으로 달을 향해 발사한 다음, 중간에 궤도를 살짝 수정하여 달에 충돌하도록 계획되었다. 적절한 고도에서 캡슐은 분리되고, 역추진 로켓은 속도를 줄이기 위해 점화된다. 지구의 대기 궤도에서 달을 향하는 궤도로 탐사선을 진입시킨 후, 알 수 없는 고장이 일어나 탐사선은 추가적인 전력을 받지 못했다. 8시간 44분 후, 배터리는 더 이상 작동하지 않았다. 레인저 5호는 달을 725 km 떨어진 곳에서 놓쳤다. 지금은 태양 주회 궤도를 돌고 있다. 감마선 자료는 전기가 떨어지기 4시간 전부터 수집했다. 임무 관제소는 130만 킬로미터 정도의 거리를 추적했다.
이는 제2방식 레인저 탐사선으로 달에 충돌하려는 세 번째 시도였다. 이번에는 15분간 정상적으로 작동한 후, 태양 전지에서 전기가 공급되지 않았다. 정상 상태로는 돌아오지 않았고, 8시간 후 배터리는 방전됐다. 그리고 모든 장치가 꺼졌다. 첫 번째 궤도 수정은 하지 못했고, 레인저 5호는 8월 21일 달에서 724 킬로미터 떨어진 곳을 지나 태양 주회 궤도로 들어갔다. 탐사선은 1,271,381 킬로미터 거리에서 추적되었다. 신호가 끊기기 전 4시간 동안, 탐사선은 감마선 자료를 보내왔다.
발사 실패(달을 지나침)가 계속된 이후, 다음 탐사선의 전력 공급 장치는 뉴저지 윈저 동쪽에 있는 'RCA의 천체 전자기 사업부'에 의해 만들어졌다. RCA 회사에 의한 재설계는 기대치만큼 기능을 해 줬다. 모든 사진들은 지구로 전송되었고 NASA가 달 착륙선을 내려보낼 장소를 찾는 데 도움을 주었다.

## 같이 보기
- 레인저 계획

## 참고
- “National Space Science Data Center - Ranger 5”. National Air and Space Administration. 2013년 2월 23일에 원본 문서에서 보존된 문서. 2012년 6월 19일에 확인함.